# Anna Lundqvist
Anna Kristina Lundqvist, född 24 juli 1868 i Kristianstads församling i Kristianstads län i Sverige, död 25 juni 1952 i Kristianstads Heliga Trefaldighets församling i Kristianstads län, var en svensk lokalpolitiker invald för de moderata i Kristianstad.
Anna Lundqvist blev 1911 en av de första 37 kvinnliga stadsfullmäktige i Sverige, och den första kvinnliga ledamoten i Kristianstads stadsfullmäktige 

## Biografi
Anna Lundqvist var dotter till färgerifabrikör S. Lundqvist, som var vice ordförande i stadsfullmäktige i Kristianstad. Hon var medlem i Kristianstads skolråd och Kristianstads fattigvårdsstyrelse.
Huset med ålderdomshemmet heter Österhem och finns kvar och ligger mitt emot Centralskolan i hörnet av Kapellgatan och Götgatan. Från 1905 blev fröken Lundqvist medlem av Kristianstads legala fattigvårdsstyrelse.
Anna Lundqvist började sin politiska gärning genom sitt hjälparbete bland stadens många fattiga. Hon var i 30 år drivande i Kristianstads Frivilliga Fattigvårdsförening, där hon bidrog till byggandet av Östergård, ett boende för fattiga ensamstående, och utblottade kvinnor.
I tidningen Dagny från 1910 finns en kort artikel om henne där man skrev: 
"Fastän blott omkring 40-årig, har fröken L. en stor och vacker livsgärning bakom sig. Sedan lång tid tillbaka har hon varit den ledande själen i snart sagdt alla de företag inom samhället, som haft till syfte att utjämna sociala missförhållanden. År 1890 bildades Kristianstads frivilliga fattigvård, och redan från början var hon en af de ledande krafterna därinom och står ännu som själen i densamma. Till stor del på initiativ af fröken L. och tack vare hennes energi och osparda möda har Kristianstads Ålderdomshem, hvilket invigdes 1908, tillkommit."
I stadsfullmäktige inrättades en fattig-sakförare  på Lundqvists initiativ. Juristen skulle hjälpa de fattiga med rättsliga frågor och tjänsten levde kvar i minst 30 år. Hon föreslog att man skulle inrätta ett sjukhus för vård av döende i tuberkulos liknade  hospice, men vann inget gehör för förslaget.
Anna Lundqvists politiska gärning präglades av arbetet för de mindre bemedlade. Hon valdes i stadsfullmäktige in i Fattigvårdsstyrelsen och i pensions-, livsmedels-, dyrtidsnämnderna och i arbetslöshetskommittén. I Fattigvårdsstyrelsen drev hon frågan om byggandet av Ängsgården. Efter bygget blev hon i flera år tillsynsman för  anläggningen med ansvar för verksamheten innefattande boende, personal och byggnader. Anna Lundqvist var aktiv inom skollovskolonien i Åhus. Hon var VD, kassaförvaltare och tillsynsman för verksamhet, barn och personal på kolonin.
Anna Lundqvists arbete innefattade också kyrkofullmäktige, och hon arbetade i flera kommittéer för olika frågor, bland annat processen vid krematoriets tillblivelse på Östra begravningsplatsen. Hon lämnade sina offentliga uppdrag 1943.
Anna Lundqvist avled 84 år gammal 1952.